# 南澳鄉
南澳鄉（泰雅語：Klesan、Kbbu'），舊稱「大南澳」，位於臺灣宜蘭縣最南端，為宜蘭縣的山地鄉之一。全境面積約為741平方公里，人口約有6千人，人口密度每平方公里約8人，是宜蘭縣面積最大、人口密度最低的行政區，也是臺灣面積第八大的鄉鎮市區。鄉內居民以臺灣原住民族泰雅族為主，地方通行語言為泰雅語。

## 歷史
南澳海岸、Blihun漢本、澳花等遺址的考古研究顯示，在距今四千年前即有先民在此居住，迄今發現三大文化層：新石器時代晚期距今約四千年前繩紋紅陶文化，發現梯田的農耕遺跡及碳化種子；距今3500—2500年前丸山文化，出土有石器、陶器、包括人獸形玉玦等玉器等；金屬器時代早期距今約1800—900年前，十三行文化普洛灣類型，發現極完整的大規模聚落型態、疊石駁坎、火塘、煉鐵爐、石棺群，除常見的陶石骨器外，亦出土錢幣、金箔、青銅刀柄等金屬器、高溫技術、瑪瑙、玻璃，取代原產之玉器，考古學家劉益昌認為，這些先民位居蘭陽平原與奇萊平原的中點樞紐，是在海上航行貿易的族群，是「最早的台商」，一千多年前即帶著玉器出海到東南亞貿易。在數百年前泰雅族由祖居地遷徙移入之前，此區原居有猴猴族人（賽考列克泰雅語：或）。
相傳數百年前一支泰雅先祖自發源地往北遷徙至大甲溪谷（Tmali）源頭思源埡口（quri Sqabu），再往東翻越南湖大山進入南澳，稱為南澳群，當地原居的猴猴族受其壓迫往海濱、復往北往蘇澳方向遷徙而退出此區。另外原來自濁水溪最遠源頭霧社溪上游的道澤群賽德克族，東遷翻越中央山脈進入立霧溪流域北側支流陶塞溪谷，音轉稱陶塞群，19世紀初受到亦從霧社溪更上游東遷的德鹿谷群賽德克族（Truku，2004年政府核定為太魯閣族）壓迫，部分陶塞群族人於是往北遷徙進入南澳群領域混居。:21-112
漢字文獻中記有南澳的地名，開始見於清嘉慶15年（1810年），當時因此地位居蘇澳之南，便稱為大南澳。大正元年（1912年），改稱南澳，昭和7年（1932年）成上一社，名曰南澳社，南澳這個地名就為大家所接受。
清治時期隸屬「後山」範圍之內，長期間維持部落社會的型態。台灣開港之後即有少數之歐洲人發覺南澳為無政府地帶，因而企圖在此真空地區建立小殖民地，而有大南澳事件的發生。
清治末期，清國政府厲行開山撫番政策，同治13年（1874年）清軍入侵南澳溪北岸，南澳泰雅族人出草反抗。光緒16年（1890年）劉銘傳派兵入侵，焚燒部落，清軍搶奪糧食等物資。
日治時期大正6年（1917年）宜蘭廳下新設南澳支廳，支廳位置在大南澳地區的浪速(Naniwa，今蘇澳鎮朝陽里)。大正9年（1920年）施行州郡街庄制，改為台北州蘇澳郡蕃地。戰後，台北縣南澳鄉正式成立，民國39年（1950年）又改隸於宜蘭縣之下。

## 人口
根據宜蘭縣政府民政處及內政部戶政司統計，2024年底南澳鄉戶數約2.1千戶，人口約6.1千人，人口密度每平方公里約8人，是宜蘭縣人口密度最低的行政區，在全臺灣所有鄉鎮市區中，人口密度排行倒數第五。鄉內人口最多與最少的村分別是南澳村與金岳村，2024年底兩村人口分別為1,465人與550人；人口密度最高與最低的村分別是碧候村與金洋村，2024年底兩村人口密度分別為每平方公里約50.92人與每平方公里約1.47人。南澳鄉人口中有17.68%是0至14歲人口，69.23%是15至64歲人口，13.09%是65歲以上人口，老化指數約為74.00%，是宜蘭縣人口老化程度最低的行政區。

## 政治

### 歷任首長
| 屆次  | 姓名\| | 備註 |
| ----- | ------ | ---- |
| 1-3   | 陳台友 |      |
| 4-5   | 李慶台 |      |
| 6-7   | 林長盛 |      |
| 8-9   | 鄭有里 |      |
| 10    | 林仁達 |      |
| 11-12 | 白天斌 |      |
| 13-14 | 陳英明 |      |
| 15-16 | 江明順 |      |
| 17    | 薛秋花 |      |
| 18-19 | 李勝雄 | 現任 |

### 鄉政組織
南澳鄉公所是南澳鄉最高層級的地方行政機關，在中華民國政府架構中為鄉自治的行政機關，同時負責執行縣政府及中央機關委辦事項，南澳鄉的自治監督機關為宜蘭縣政府。鄉長由全體鄉民直接選舉產生，任期為四年，可連選連任一次。南澳鄉公所並置鄉政會議，為鄉政最高決策機構，在鄉長之下，設有5課2室等7個內部單位及5個附屬機關。
南澳鄉民代表會是南澳鄉的最高民意機關，代表南澳鄉全體鄉民立法和監察鄉政。鄉民代表由公民直選選出，任期為四年，可連選連任。南澳鄉民代表會共有7位鄉民代表，分別為第一選區3席鄉民代表、第二選區2席鄉民代表、第三選區1席鄉民代表、第四選區1席鄉民代表，主席、副主席由7位鄉民代表互選產生。

### 行政區
- 東岳村：
  - 東澳部落（Iyo）：
    - 上部落：1913年由部分哥各朱部落（Gugut）與基諾斯部落（Kinus）建立。
    - 下部落：1913年由打壁罕部落（Tʼpihan）建立。
- 南澳村：
  - 南澳部落：1932年～1933年由庫巴博部落（Kʼbabaw）、克魯模安部落（Kʼlmuwan）與各姆姆部落（Ngongo）建立。
- 碧候村：
  - 碧侯部落（Pyahaw，比亞豪）：1938年遷至現址。
  - 柑仔頭部落：1915年由部分武塔部落（Buta）建立。
- 金岳村：
  - 流興部落（Ryuhing，利有亨）：1957年遷至現址。
  - 鹿皮部落：1915年由部分武塔部落（Buta）建立。
- 金洋村：
  - 金洋部落（Kʼyang）：1963年遷至現址。
  - 旃壇部落（仲岳）：1960年遷至現址。
- 武塔村：
  - 武塔部落（Buta）：1954年遷至現址。
- 澳花村：
  - 澳花部落（Rgayung，大濁水）：
    - 上部落：1930年由部分克魯模安部落（Kʼlmuwan）與庫巴博部落（Kʼbabaw）建立。
    - 下部落：1923年由庫莫瑤部落（Kʼmuyaw）與部分巴博凱凱部落（Bʼbukeikay）建立。

  - 漢本（Blihun，白來分）

次分區
分為東澳地區（東岳）、南澳地區（南澳、碧侯、金岳、金洋、武塔）、澳花地區（澳花）。
東澳地區
位於南澳鄉北區，因日治時期的漢原分治政策，大致上以台9線蘇花公路為分界，西側的山區今劃為本鄉東岳村，東側的沿海地區今劃為蘇澳鎮東澳里。1913年由哥各朱社頭目哈泳．巴達（Xayun-pata）所創立，過去稱伊藥（lyo），因東澳山中盛產貴重藥草lyo （金線蓮）而得名，隨著金線蓮的減少，現今通常以多必優為名。
南澳地區
位於南澳鄉中區，是全鄉的中心與人口主要聚集地，鄉治所在地位於南澳村。因日治時期的漢原分治政策，大致上以台9線蘇花公路為分界，西側的山區今劃分為南澳、碧候、金岳、金洋、武塔等五村；東側的沿海地區今劃為蘇澳鎮朝陽、南強等兩里，這七個村里合稱為大南澳地區。主要居民為泰雅族南澳群。
澳花地區
位於南澳鄉南區，與花蓮縣秀林鄉和平村以和平溪（大濁水溪）為分界，本地區行政區劃為澳花村，主要居民由原來的莫瑤社（Moyau ）、巴玻凱凱社（Babo-Kaikai）、巴波里奧社（Babo-Lelao庫巴玻）、利有亨社（Leyoxen）、太魯閣群（Taroko）遷入後組成。

## 教育

### 高級中學
- 宜蘭縣立南澳高級中學

### 國民中學
- 宜蘭縣立南澳高級中學附設國民中學

### 國民小學
- 宜蘭縣南澳鄉南澳國民小學（页面存档备份，存于）
- 宜蘭縣南澳鄉金洋國民小學（页面存档备份，存于）
- 宜蘭縣南澳鄉東澳國民小學（页面存档备份，存于）
- 宜蘭縣南澳鄉澳花國民小學（页面存档备份，存于）
- 宜蘭縣南澳鄉武塔國民小學（页面存档备份，存于）
- 宜蘭縣南澳鄉金岳國民小學（页面存档备份，存于）
- 宜蘭縣南澳鄉碧侯國民小學（页面存档备份，存于）

## 交通

### 鐵路
- 臺灣鐵路管理局北迴線
  - 東澳車站（位於南澳鄉和蘇澳鎮交界處）
  - 南澳車站（雖然是南澳鄉的主要車站，但實際地址位置卻座落於蘇澳鎮南強里境內）
  - 武塔車站
  - 漢本車站

### 公路
- 台9線（蘇花公路，包含蘇花改）
  - 台9丁線（舊蘇花公路）

### 公車資訊
- 國道客運
  - 葛瑪蘭客運：
    - 1918 板橋轉運站－南港轉運站－北二高－北宜高－蘇澳轉運站－蘇花改－花蓮轉運站

- 宜蘭縣市區公車﹝宜蘭勁好行﹞
  - 國光客運：
    - 122 蘇澳轉運站－南澳車站

## 知名地標
- 神秘湖[20]
- 南澳原生植物園
- 仙靈祠
- 觀音海岸野生動物重要棲息環境（神秘海灘）
- 東岳湧泉[21]
- 南澳古道[22]
- 南澳南溪毛蟹保護區
- 莎韻紀念公園：位於台9線公路旁，公園內設有建立於日治時期的莎韻之鐘。
- 觀音瀑布（鼓音瀑布）
- 谷風瀑布（紫明瀑布）
- 發徒山大瀑布
- 澳花瀑布[23]
- 新寮瀑布
- 南澳農場[24]
- 朝陽國家步道[25][26]
- 太平山森林國家遊樂區茂興車站
- 翠峰湖：座落於海拔1,840公尺處的湖泊，是台灣最大的高山湖泊。
- 碧侯溫泉
- 大濁水溫泉

## 特產
- 剝皮辣椒[27]
- 毛蟹（台灣扁絨螯蟹）[28]
- 段木香菇[29]
- 枇杷[30]

## 名人
- 沙韻·哈勇
- 游大慶
- 林慶台
- 以莉·高露

## 外部連結
- 南澳鄉公所（页面存档备份，存于）
- 南澳鄉公所的Facebook專頁